# (21646) Joshuaturner
(21646) Joshuaturner (1999 NK53) – planetoida z pasa głównego asteroid okrążająca Słońce w ciągu 4,37 lat w średniej odległości 2,67 j.a. Odkryta 12 lipca 1999 roku.